# ケロロダンシング
「ケロロダンシング」は、おぎやはぎのデビューシングル。2006年3月8日にGT musicから発売された。

## 概要
- 2006年に公開されたアニメ映画『超劇場版ケロロ軍曹』の主題歌として使用された[3]。おぎやはぎは映画でキルル役として出演している[4]。
- 秋元康が全面的にプロデュースしている[5]。
- 初回特典としてステッカーが付属された[6]。

## 収録曲
（全作詞：秋元康、作曲・編曲：磯崎健史）
1. ケロロダンシング [5:43]
  - アニメ映画『超劇場版ケロロ軍曹』主題歌
2. ケロロダンシング（ギャラクシー・オーケストラ・リミックス） [5:43]
3. ケロロダンシング（オリジナル・カラオケ） [5:44]

## 収録アルバム
| 曲名             | 収録アルバム           | 発売日        | 規格品番  |
| ---------------- | ---------------------- | ------------- | --------- |
| ケロロダンシング | 『GOLDEN☆BEST お笑い』 | 2010年4月28日 | MHCL-1742 |

## カバー
| 歌手     | 収録アルバム             | 発売日        | 規格品番 |
| -------- | ------------------------ | ------------- | -------- |
| 新世紀軍 | 『ブチアゲ♂パランス #7』 | 2008年3月26日 | VIZP-61  |